# Benacebada
Benacebada es una localidad y pedanía española perteneciente al municipio de Baza, en la provincia de Granada, comunidad de Andalucía. A dos kilómetros del límite con la provincia de Almería, este núcleo se encuentra en pleno parque natural de la Sierra de Baza, en la margen izquierda, aguas abajo, del arroyo de Balax, justamente en frente de la aldea de Bailén.